# Motorsport.tv
Motorsport.tv (anteriormente chamado Motors TV) era um canal de televisão francês de televisão por assinatura, dedicado ao desporto motorizado.
Em Portugal era distribuído no serviço digital de todos os principais operadores e ainda no analógico da Cabovisão, MEO e Vodafone.